# Geary (Oklahoma)
Geary è un comune degli Stati Uniti d'America, situato nello Stato dell'Oklahoma, diviso tra la contea di Blaine e la contea di Canadian.